# Florence Cushmanová
Florence Cushmanová (Florence Cushman, 30. ledna 1860 – 30. ledna 1940) byla americká astronomka, která působila v Observatoři Harvardovy univerzity a specializovala se na spektrální klasifikaci hvězd. Podílela se také na tvorbě hvězdného katalogu Henry Draper Catalogue.

## Život

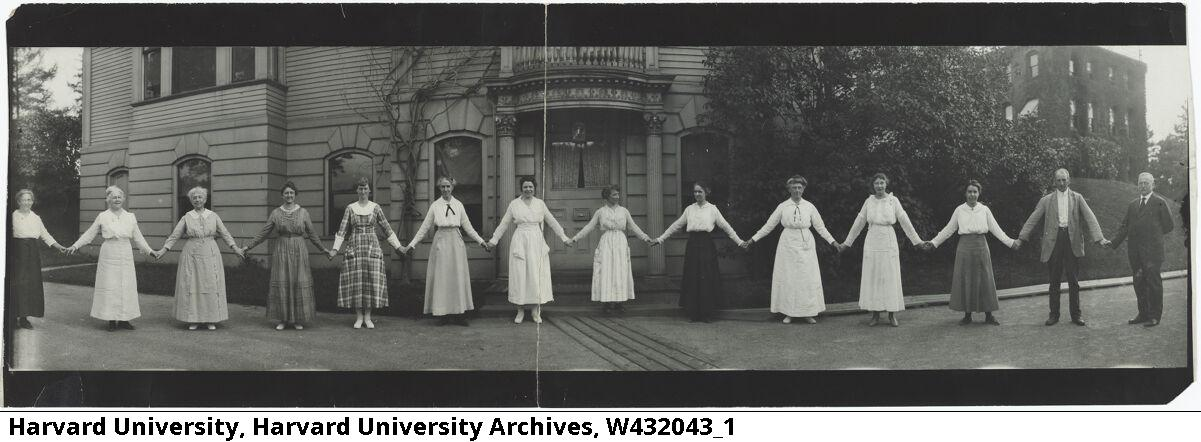
Tato fotografie pochází z roku 1918. Přezdívá se jí „papírová panenka“ a zobrazuje tým žen z Harvardu, tzv. Harvardské počtářky, jak se drží za ruce. Zleva doprava: Ida E. Woods, Evelyn Leland, Florence Cushman, Grace Brooks, Mary Vann, Henrietta Swan Leavitt, Mollie O'Reilly, Mabel Gill, Alta Carpenter, Annie Jump Cannon, Dorothy Block, Arville Walker, Frank E. Hinckley (obsluha teleskopu), Edward King (vedoucí astrofotografie).

Florence Cushmanová se narodila v Bostonu v americkém státě Massachusetts. Studovala na střední škole v Charlestownu, kde v roce 1877 odmaturovala. V roce 1888 začala pracovat v Observatoři Harvardovy univerzity jako zaměstnankyně Edwarda Pickeringa, tehdejšího ředitele observatoře, kde se věnovala výpočtům a klasifikaci hvězd. Florence byla členkou skupiny astronomek a počtářek, kterým se přezdívalo Harvardské počtářky – tyto ženy pracovaly pod Pickeringem a po jeho smrti v roce 1919 pod Annie Jump Cannonovou. Svou klasifikací hvězdných spekter přispívala v letech 1918 až 1924 do Draperova katalogu. V Observatoři Harvardovy univerzity působila jako astronomka až do roku 1937 a poslední léta života trávila především korekturami dalších svazků Draperova katalogu. Zemřela 30. ledna 1940 ve věku 80 let.

## Kariéra v Observatoři Harvardovy univerzity
Cushmanová působila v Observatoři Harvardovy univerzity v letech 1888 až 1937. Svou práci začala jako jedna z asistentek Annie Jump Cannonové. Cushmanová měla také spolu s kolegyněmi na starosti korektury textů a kontrolu tabulek v Draperových katalozích před jejich vydáním. Při práci používala metodu objektivového hranolu k analýze, klasifikaci a katalogizaci optických spekter stovek tisíc hvězd.
V 19. století umožnil technologický pokrok rozvoj astrofotografie, což umožnilo podrobnější analýzu noční oblohy. Aby bylo možné získat optická spektra pro měření, pracovala mužská část astronomů na observatoři v noci, exponovali hvězdnou oblohu skleněnými fotografický deskami, které pak předávali k dalšímu měření. Během dne pak asistentky, jako Cushmanová, analyzovaly výsledná spektra, redukovaly hodnoty (zprůměrovaly čísla a opravily je o refrakci, paralaxu a chyby vlastní různým přístrojům), počítaly magnitudy a svá zjištění katalogizovaly.